# 빌헬름 히스 주니어
빌헬름 히스 주니어(Wilhelm His Jr., 1863년 12월 29일 – 1934년 11월 10일)는 스위스의 내과의사, 심장학자, 해부학자이다. 빌헬름 히스 시니어의 아들이다.
1893년에 히스는 심장에서 전기 신호를 전달하고 심근 수축의 동기화를 돕는 특수한 심근세포 집단을 발견했다. 오늘날 이 구조는 그의 이름을 따서 히스다발이라고 불린다. 그는 나중에 베를린 대학교의 의학 교수가 되었는데, "심장 박동은 개개의 심근세포에서 비롯한다"는 점을 처음으로 인지한 사람 중 한 명이었다.
참호열을 일컫는 여러 이름 중 하나인 베르너-히스병은 그의 이름을 딴 것이다.

## 생애
빌헬름 히스 주니어는 1863년 스위스 바젤에서 아버지 빌헬름 히스 시니어의 여섯 자녀 중 셋째로 태어났다. 1872년 바젤 대학교 해부학 및 생리학 교수였던 아버지가 라이프치히 대학교 교수직을 수락하면서 히스와 가족들은 라이프치히로 이사했다. 그는 김나지움에서 교육 받으며 독일어와 프랑스어를 익혔고, 바이올린과 미술에도 재능을 보였다. 마지막 2년간은 바젤에서 교육을 받고 1882년 졸업했다.
그는 졸업 후 아버지의 안배로 제네바, 라이프치히, 베른, 스트라스부르에서 의학 교육을 받았다. 라이프치히에서는 아버지에게서 해부학과 발생학을 배웠고, 스트라스부르에서는 오스발트 슈미데베르크의 지도하에 피리딘 대사를 연구했다. 1888년 국가고시 합격 후 라이프치히로 돌아와 1889년 의학박사 학위를 받고 하인리히 쿠르슈만의 조수로 임명되었다. 1891년부터 1895년까지 내과 수련을 받은 후 라이프치히 대학교의 임상의학 부교수가 되었다. 1901년 드레스덴의 프리드리히슈타트병원(Friedrichstadt Hospital) 수석 내과의사가 되었고, 이듬해에는 바젤로 초청 받아 내과학 부교수가 되었다. 1907년에는 44세의 나이로 베를린에서 내과 과장(chair)이자 샤리테의 병원장(director of medical clinic)이 되는 영예를 안았다.
히스는 스위스 시민권을 유지했고 군사훈련도 스위스에서 받았다. 그럼에도 제1차 세계 대전이 발발했을 때 그는 독일 육군에 자원입대하였다. “자문 내과의(consulting internist)” 자격으로 서부 전선과 주로 동부 전선에서 복무했다. 1916년 2월 22일 바르샤바에서 그는 “볼히니아열(Volhynia fever)“이라는 질병에 대해 최초로 기술했다. 서부 전선에서는 이 질병이 나중에야 나타나서 참호열이라고 불리게 되었다.
종전 후 히스는 베를린으로 돌아와 의사로서의 활동을 재개했다. 1918년에는 베를린 의학과 학장이 되었고, 1928년에는 베를린 대학교 총장으로 선출되었다. 폐기종으로 호흡곤란을 겪는 와중에도 그는 열정적으로 보직을 수행했으며, 전쟁 동안의 생각과 의학적 관찰을 기록한 《전선의 독일 의사》(독일어: Die Front der ärzte)와 아버지의 전기 《해부학자 빌헬름 히스》(독일어: Wilhelm His, der Anatom)를 집필하여 1931년 출판하였다.
1932년 히스는 노화와 병환을 이유로 은퇴를 결정했다. 그는 생의 마지막을 남바덴 브롬바흐에서 보냈다. 이곳에서 그는 히스다발의 구조와 기능에 대한 과학적·역사적 서술을 완성했다. 그는 1934년 11월 10일 향년 71세로 사망하였고 고향 바젤에 묻혔다.

## 저술
- 《전선의 독일 의사》(Die Front der ärzte). Velhagen & Klasing, Bielefeld [u.a.] 1931. 뒤셀도르프 대학-주립 도서관 디지털 판